# Albert Vanhoye
Albert Vanhoye SJ (ur. 24 lipca 1923 w Hazebrouck, zm. 29 lipca 2021 w Rzymie) – francuski duchowny rzymskokatolicki, jezuita, doktor teologii, dziekan Wydziału Biblijnego na Papieskim Instytucie Biblijnym w latach 1969–1990, sekretarz Papieskiej Komisji Biblijnej w latach 1990–2001, kardynał od 2006 (najpierw w stopniu diakona, w 2016 promowany do stopnia prezbitera).

## Życiorys
Wstąpił do zakonu jezuitów 11 września 1941, pierwsze śluby złożył 15 listopada 1944. Kształcił się w kolegium jezuickim w Vals-prés-le-Puy (w 1950 uzyskał licencjat z filozofii scholastycznej) i Enghien (Belgia, w 1955 uzyskał licencjat z teologii). 25 lipca 1954 w Enghien przyjął święcenia kapłańskie. Kontynuował studia w Papieskim Instytucie Biblijnym w Rzymie, gdzie w 1958 obronił licencjat z Pisma Świętego, a w 1963 uzyskał stopień doktora. Niezależnie od studiów wykładał klasyczny język grecki w scholastyce w Yzeure w latach 1946–1947 i 1950–1951, od 1959 był profesorem egzegezy Nowego Testamentu w scholastyce w Chantilly. Po obronie doktoratu od 1963 wykładał ten sam przedmiot w Papieskim Instytucie Biblijnym. W latach 1969–1990 pełnił funkcję dziekana Wydziału Biblijnego tej uczelni.
W 1990 został powołany na konsultora Kongregacji Doktryny Wiary, w latach 1978–1999 był konsultorem Kongregacji Wychowania Katolickiego. Pełnił również funkcję konsultora Papieskiej Rady Promocji Jedności Chrześcijan (1980–1996). W latach 1984–2001 wchodził w skład Papieskiej Komisji Biblijnej, od 1990 jako sekretarz. Należał do wielu towarzystw naukowych zajmujących się problematyką biblijną, opublikował 17 książek oraz szereg artykułów, m.in. w wydawnictwach encyklopedycznych.
22 lutego 2006 papież Benedykt XVI ogłosił nominację kardynalską ks. Vanhoye. Ze względu na wiek (82 lata) nie miał on prawa udziału w konklawe, papież zwolnił go również z obowiązku przyjęcia sakry biskupiej. 24 marca 2006 Vanhoye otrzymał tytuł kardynała diakona Santa Maria della Mercede e Sant’Adriano a Villa Albani.
Od 10 do 16 lutego 2008 głosił rekolekcje wielkopostne dla Benedykta XVI i kurii rzymskiej. 20 czerwca 2016 został promowany na kardynała prezbitera, zachował diakonię Santa Maria della Mercede e Sant’Adriano a Villa Albani w charakterze tytułu prezbiterskiego na zasadzie – Pro hac vice.
Po śmierci kard. Rogera Etchegaraya 4 września 2019 roku, był najstarszym żyjącym kardynałem.
Zmarł 29 lipca 2021 w Rzymie, po jego śmierci najstarszym żyjącym kardynałem został Jozef Tomko.

## Książki w języku polskim
- Wzrastać w miłości, WAM, Kraków 1993, ISBN 83-7097-011-7
- Męka według czterech Ewangelii, Kairos, Kraków 2002, ISBN 83-87446-90-4
- Bóg tak umiłował świat, Jedność, Kielce 2005, ISBN 83-7442-087-1
- Kapłaństwo Nowego Przymierza, Bernardinum, Pelplin 2007, ISBN 978-83-7380-471-5